# جدول مسیریابی

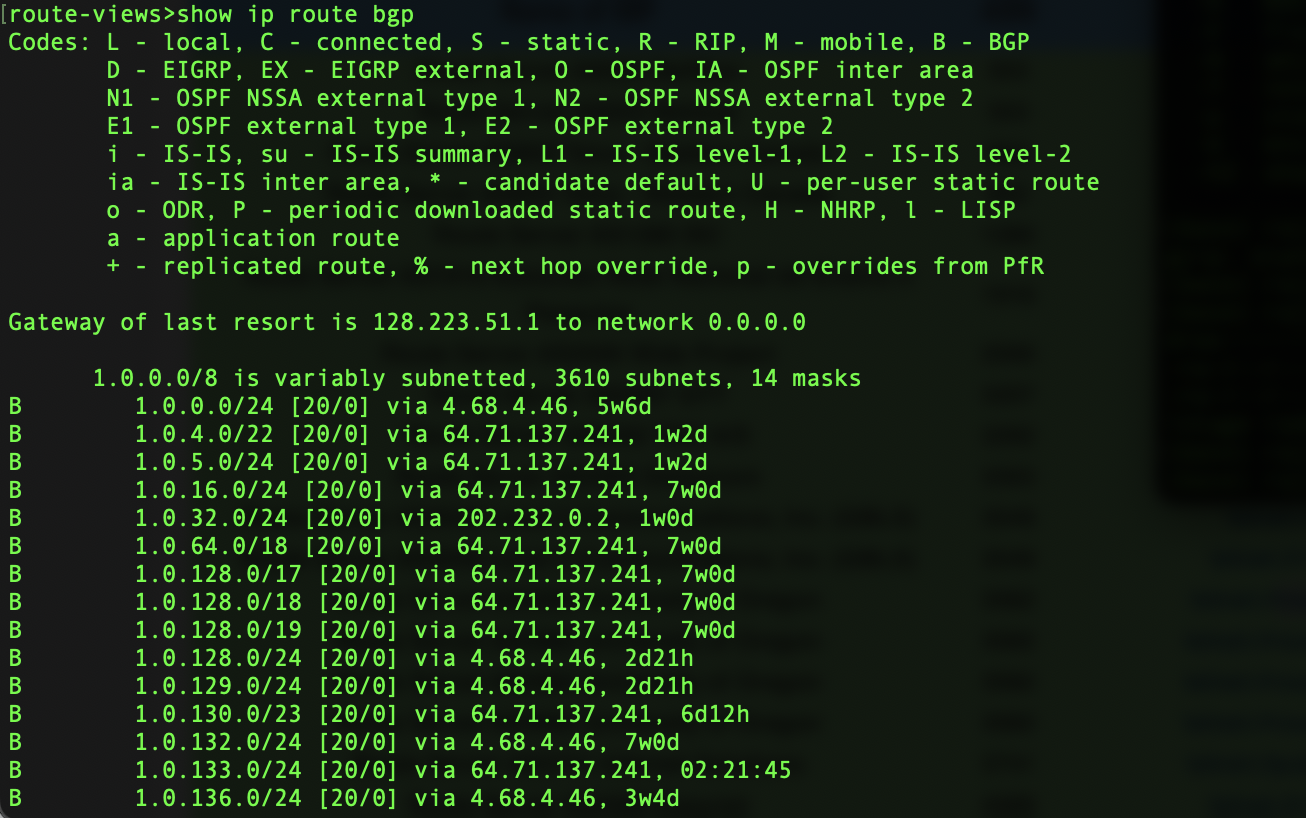
تصویر شبکه ایی

در یک شبکه کامپیوتری، جدول مسیریابی یا پایگاه اطلاعات مسیریابی به جدولی (اطلاعات) گفته می‌شود که در یک مسیریاب یا میزبان (شبکه)، ذخیره شده و مسیرهای دسترسی به مقاصد مشخصی از شبکه و در برخی موارد فاصله دسترسی (بر حسب متریکی خاص)مربوط به آن مسیرها را لیست می کند. جدول مسیریابی شامل اطلاعات هم‌بندی شبکه اطراف آن مسیریاب را شامل می شود.
ساخت و ایجاد جدول مسیریابی هدف اصلی پروتکل مسیریابی است.مسیرهای استاتیک ورودی هایی هستند که توسط این جدول ایجاد می شود.

## بررسی اجمالی
جدول مسیریابی مانند یک نقشه پخش و توزیع برای تحویل بسته است.هرگاه در شبکه یک گره میخواهد داده ای را به گره ای دیگر ارسال کند,ابتدا باید مکان گره مقصد را بداند.اگر گره نتواند مستقیما به گره مقصد متصل شود, داده ها از طریق گره های دیگر به گره مقصد ارسال خواهند شد و برای همین ما نیازمند جدول مسیریابی هستیم. یک جدول مسیریابی پایگاه داده ای است که اطلاعات خطوط مسیر ها را در خود نگهداری می کند,مانند یک نقشه. جدول مسیریابی یک فایل داده(data file) در حافظه اصلی (RAM) است که  برای ذخیره اطلاعات مسیر در مورد شبکه های مستقیماً متصل و از راه دور استفاده می شود. گره ها نیز می توانند محتوای جدول مسیریابی خودشان را با دیگر گره ها به اشتراک بگذارند. جدول مسیریابی حاوی تجمع هاب های شبکه ی بعدی می باشد. این انجمن ها به یک روتر می گویند که با ارسال بسته به روتر خاصی که نمایشی از هاپ بعدی در مسیر رسیدن به مقصد نهایی است ، می توان به طور مطلوب به یک مقصد خاص دسترسی پیدا کرد. انجمن هاپ بعدی همچنین می تواند خروجی به مقصد نهایی باشد.  
با مسیریابی هاپ به هاپ ، هر جدول مسیریابی ، برای کلیه مقاصد قابل دسترسی ، آدرس دستگاه بعدی را که در طول مسیر مقصد قرار دارد ، لیست می کند. هاپ به هاپ مشخصه اصلی لایه اینترنت IP و لایه شبکه OSI می باشد.   
هنگامی که یک رابط(interface) روتر با آدرس IP و ماسک زیر شبکه پیکربندی می شود ، رابط به یک میزبان در آن شبکه متصل تبدیل می شود. شبکه متصل مستقیم شبکه ای است که مستقیماً به یکی از رابط های روتر متصل است. آدرس شبکه و ماسک زیر شبکه رابط ، به همراه نوع و تعداد رابط ، به عنوان یک شبکه مستقیماً متصل در جدول مسیریابی ذخیره می شوند.   
شبکه از راه دور شبکه ای است که فقط با ارسال بسته به روتر دیگر می توان به آن دسترسی پیدا کرد. سطرهای جدول مسیریابی به شبکه های از راه دور ممکن است پویا یا ثابت باشد. مسیرهای پویا مسیرهایی به شبکه های از راه دور هستند که توسط روتر از طریق پروتکل مسیریابی پویا به طور خودکار ساخته می شوند. مسیرهای استاتیک مسیرهایی هستند که مدیر شبکه به صورت دستی پیکربندی کرده است.   
جداول مسیریابی همچنین یکی از جنبه های اصلی برخی از عملیات های امنیتی مانند  انتقال مسیر معکوس (uPRF) می باشد. در این تکنیک ، که چندین گزینه دارد ، روتر نیز در جدول مسیریابی ، آدرس منبع بسته را جستجو می کند. اگر هیچ مسیر بازگشت به آدرس مبدا وجود نداشته باشد ، فرض می شود بسته ناقص  میباشد یا درگیر حمله شبکه است و رها می شود.      

## چالش ها
ذخیره مسیرهایی که به تعداد بسیار زیادی دستگاه ارجاع داده می شوند با توجه به حافظه ی محدودی که در اختیاد داریم چالش اساسی ساخت جداول مسیریابی می باشد.

## محتویات
جدول مسیریابی حداقل از سه قسمت مهم اطلاعاتی تشکیل شده است.
1. شناسه شبکه : زیرشبکه مقصد
2. اندازه(metric): اندازه مسیری که قرار است بسته از طریق آن ارسال شود.
3. هاپ بعدی(gateway): آدرس ایستگاه بعدی است که بسته در مسیر رسیدن به مقصد نهایی به آن ارسال می شود.

با توجه به برنامه و پیاده سازی, جدول ممکن است دارای مقادیر بیشتری باشد که انتخاب مسیر را ساده تر می سازد:
1. کیفیت سرویس مرتبط با مسیر : برای مثال,U flag نشان می دهد که IP مسیر بالا است.
2. معیار های فیلتر کردن: فهرست کنترل دسترسی لیست های مرتبط  با مسیر را لیست می کند.
3. رابط: مانند eth0 برای کارت اترنت اول ، eth1 برای کارت اترنت دوم و غیره

در زیر نمونه ای از جدول فوق در رایانه متصل به اینترنت از طریق روتر خانگی نشان داده شده است:
| مقصد شبکه     | زیرشبکه         | دروازه(gateway) | رابط          | اندازه(metric) |
| ------------- | --------------- | --------------- | ------------- | -------------- |
| 0.0.0.0       | 0.0.0.0         | 192.168.0.1     | 192.168.0.100 | 10             |
| 127.0.0.0     | 255.0.0.0       | 127.0.0.1       | 127.0.0.1     | 1              |
| 192.168.0.0   | 255.255.255.0   | 192.168.0.100   | 192.168.0.100 | 10             |
| 192.168.0.100 | 255.255.255.255 | 127.0.0.1       | 127.0.0.1     | 10             |
| 192.168.0.1   | 255.255.255.255 | 192.168.0.100   | 192.168.0.100 | 10             |

- ستون های مقصد شبکه و زیرشبکه با هم شناسه شبکه را مشخص می کنند همانطور که قبلا ذکر شد, برای مثال , مقصد 192.168.0.0 به همراه زیر شبکه ی 255.255.255.0 می تواند به صورت 192.168.0.0/24 نیز نوشته شود.
- ستون Gateway شامل اطلاعات مشابه هاپ بعدی است ، یعنی به دروازه ای که از طریق آن می توان به شبکه دسترسی داشت اشاره دارد.
- رابط نشان می دهد که رابط محلی موجود مسئول رسیدن به دروازه است. در این مثال ، از طریق کارت شبکه محلی با آدرس 192.168.0.100 می توان به دروازه 192.168.0.1 (روتر اینترنت) دسترسی پیدا کرد.
- سرانجام ، متریک هزینه مربوط به استفاده از مسیر مشخص شده را نشان می دهد. این برای تعیین کارایی یک مسیر خاص بین دو نقطه در شبکه مفید است. در این مثال, ارتباط با رایانه از طریق استفاده از آدرس 127.0.0.1 (localhost) نسبت به آدرس 192.168.0.100 ( IP کارت شبکه محلی) کارآمدتر است.

## جدول ارسال (Forwarding Table)
در معماری روترهای جدید, به طور مستقیم از جدول مسیریابی برای ارسال بسته ها اسفاده نمی شود. آنها برای تولید اطلاعات برای یک جدول ارسال ساده تر استفاده می شوند. این جدول رسال فقط شامل مسیرهایی است که توسط الگوریتم مسیریابی به عنوان مسیرهای بهتر و سریع تر برای ارسال بسته انتخاب شده است. این جدول غالباً در فرمت فشرده یا از قبل کامپایل شده می باشد که برای ذخیره سازی سخت افزار و جستجوی آن بهینه شده است. این معماری روتر عملکرد صفحه کنترل جدول مسیریابی را از عملکرد صفحه انتقال جدول ارسال جدا می کند. این تفکیک کنترل و ارسال ، ارسال بدون وقفه را با عملکرد بالا فراهم می کند.